# Le Signe de justice
Le Signe de justice (Sword of Justice) est une série télévisée américaine en deux épisodes de 120 minutes, un épisode de 90 minutes et sept épisodes de 42 minutes, créée par Michael Gleason et Glen A. Larson et diffusée entre le 10 septembre 1978 et le 29 janvier 1979 sur le réseau NBC.
En France, la série a été diffusée à partir du 24 février 1980 sur TF1.

## Synopsis
Le millionnaire Jack Cole traque les malfaiteurs en utilisant les procédés qu'il a appris lors d'une période de prison pour un délit qu'il n'avait pas commis.

## Distribution
- Alex Courtney : Agent Arthur Woods
- Dack Rambo : Jack Cole
- Bert Rosario : Hector Ramirez
- Colby Chester : Agent Buckner

## Épisodes
Seul le 8e épisode est inédit en France.
1. Le langage des cartes (A Double Life) (90 minutes)
2. Aloha, dame de cœur (Aloha, Julie Lang) (120 minutes)
3. Le trêfle chinois (The Destructors)
4. Carré d'as (The Skywayman)
5. Trois de pique contre le Gémeau (The Gemini Connection)
6. Atout cœur (Girl on the Edge)
7. Carte d'atout (Judgement Day)
8. Port of Entry
9. A la santé du roi de pique (Deadly Fashion)
10. Blackjack (Blackjack) (120 minutes)